# Sauracris simonettae
Sauracris simonettae är en insektsart som beskrevs av Ritchie, J.M. 1988. Sauracris simonettae ingår i släktet Sauracris och familjen gräshoppor. Inga underarter finns listade i Catalogue of Life.